# Нороль
Норо́ль (фр. Norolles) — коммуна во Франции, находится в регионе Нижняя Нормандия. Департамент коммуны — Кальвадос. Входит в состав кантона Бланжи-ле-Шато. Округ коммуны — Лизьё.
Код INSEE коммуны — 14466.

## Население
Население коммуны на 2010 год составляло 249 человек.
| 1962 | 1968 | 1975 | 1982 | 1990 | 1999 | 2010 |
| ---- | ---- | ---- | ---- | ---- | ---- | ---- |
| 198  | 169  | 191  | 236  | 241  | 272  | 249  |

## Экономика
В 2010 году среди 172 человек трудоспособного возраста (15—64 лет) 110 были экономически активными, 62 — неактивными (показатель активности — 64,0 %, в 1999 году было 67,5 %). Из 110 активных жителей работали 106 человек (55 мужчин и 51 женщина), безработных было 4 (0 мужчин и 4 женщины). Среди 62 неактивных 12 человек были учениками или студентами, 37 — пенсионерами, 13 были неактивными по другим причинам.